# Panic in Babylon
A Panic in Babylon Lee „Scratch” Perry 2004-es albuma.

## Számok
1. Rastafari
2. Purity Rock
3. Pussy Man
4. Fight To The Finish
5. Voodoo
6. Panic In Babylon
7. Perry's Ballad
8. I Am A Psychiatrist
9. Inspector Gadget 2004
10. Are You Coming Home?
11. Baby Krishna
12. Greetings
13. Devil Dead Live

## Művészek
- vokál – Lee "Scratch" Perry
- mastering – Tom Coyne
- dob – Daniel Spahni
- producer, hangmérnök, mix – P. Brunkow
- basszus – DJ Star*trek
- dob – Nicolas Pittet